# Vrbnica (gmina Sjenica)
Vrbnica (cyr. Врбница) – wieś w Serbii, w okręgu zlatiborskim, w gminie Sjenica. W 2011 roku liczyła 136 mieszkańców.